# Tungefjorden
Tungefjorden er en lille fjord i Mandal  kommune i Agder fylke i Norge. Den ligger sydvest for selve Mandal, vest for Mannefjorden og har indløb fra Skagerrak. Den strækker sig 3 km mod nordvest mod  øen Hille, hvor den ender i Hillevågen. På nordsiden af fjorden ligger øerne Mannevær, Steinsøy og Langøya. På nordsiden af Hille ligger Kvåfjorden.